# Molinodus
Molinodus — це вимерлий рід ссавців із невизначеною спорідненістю, чиї скам'янілості були знайдені в Тіупампі, Болівія, на територіях, що датуються палеоценом.

## Опис
Молінодус мав бунодонтні зуби з низькими округлими горбками, що вказувало на фруктову дієту. Єдині скам'янілості молінодуса були скам'янілості зубів. Його розмір, попри певну невизначеність через фрагментарний характер останків, оцінюється в 18–30 сантиметрів, приблизно 250–500 грамів.

## Класифікація
Molinodus може бути найвідомішим родом плацентарних ссавців, знайдених у Тіумпампі. Цей рід був умовно віднесений до Mioclaenidae, північноамериканської та європейської клади так званих «кондилартів», південноамериканських представників яких іноді поміщають у власну родину Kollpaniidae. Передбачається, що ці південноамериканські парнокопитні були тісно пов’язані з двома групами місцевих унгулят Південної Америки: Litopterna, групою великих копитних, і Didolodontidae, родиною плодоїдних копитних середніх розмірів, відомих лише за залишками палеоцену та еоцену. Цілком можливо, що обидві ці південноамериканські ендемічні групи еволюціонували від предків, які розійшлися з Північної Америки.